# Donald Malarkey

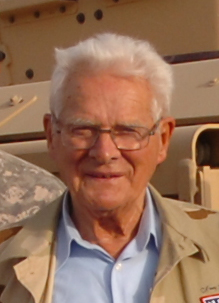
Donald Malarkey em 2008

Donald Malarkey (Astoria, Oregon, Estados Unidos, 31 de Julho de 1921 - 30 de setembro de 2017) foi um militar americano que serviu como um oficial não comissionado com a Companhia Easy, 2º Batalhão, 506.º Regimento de Infantaria Paraquedista da 101.ª Divisão Aerotransportada do Exército dos Estados Unidos durante a Segunda Guerra Mundial. Malarkey foi retratado por Scott Grimes na minissérie da HBO, Band of Brothers.

## Biografia

### Carreira militar
Malarkey estava no primeiro semestre da Universidade do Oregon em 1941 quando o Império do Japão atacou a base naval de Pearl Harbor. Após o ataque, Malarkey tentou alistar-se nos Marines mas foi recusado em função de problemas com seus dentes. Mais tarde tentou alistar-se no Air Corps (Divisão Aérea do Exército que deu origem à USAF - Força Aérea norte-americana), mas faltavam-lhe conhecimentos de matemática. Quando ele foi selecionado em julho de 1942, ele ofereceu-se como voluntário para os para-quedistas do exército norte-americano, tornando-se membro da Easy Company, 2º Batalhão, 506º Regimento de Infantaria de Pára-Quedistas da 101ª Divisão Aerotransportada. Ele recebeu a Bronze Star Medal por seu envolvimento na tomada de Brécourt Manor no Dia D na Normandia. Mais tarde, foi promovido a sargento na própria Easy Company e serviu sob o comando do tenente Richard Winters. Malarkey envolveu-se em combate na Normandia, Operação Market Garden na Holanda, Bastogne na Bélgica e também na Alemanha.
Na mini-série de 2001, Band of Brothers, ele foi interpretado pelo ator Scott Grimes. Ele foi mencionado no livro Band of Brothers de autoria do historiador Stephen E. Ambrose. Em 2005 ele e Lynn "Buck" Compton apareceram numa campanha contra impostos estaduais que atingiam 47%.

Após a morte do sargento Paul Rogers em 16 de março de 2015, Malarkey tornou-se o mais antigo membro sobrevivente da Easy Company. Malarkey morreu em 30 de setembro de 2017 de causas relacionadas com a idade. Ele foi enterrado no Willamette National Cemetery.
1. ↑  Lindberg, Donald A. B. (7 de março de 2017). «Praise for an Obituary». JAMA. 317 (9). 907 páginas. ISSN 0098-7484. doi:10.1001/jama.2016.11556